# Crenatosiren olseni
Crenatosiren olseni (Reinhart, 1976) è una specie estinta di Sirenio, vissuta alla fine dell'Oligocene (Chattiano) della Florida, Carolina del Nord e Carolina del Sud.
C. olseni è l'unica specie nota del genere Crenatosiren.

## Descrizione
L'animale, caratterizzato da zanne di medie dimensioni ed una fenditura nasale molto profonda, viene attualmente considerato come il primo esponente certo della sottofamiglia Dugonginae ed inquadrato come l'antenato diretto dell'attuale Dugongo.
A differenza dei nostri giorni, dove è sopravvissuta solo una specie, nel tardo Oligocene della zona caraibica la sottofamiglia Dugongidae era molto diffusa con numerosi generi molto simili fra loro: oltre al Crenatosiren vivenano in quelle acque anche i generi Dioplotherium e Nanosiren (recentemente scoperto proprio da Domning), così come Metaxytherium e Dusisiren, esponenti di altre sottofamiglie.
È ragionevole pensare che questa sottofamiglia si sia evoluta proprio nella zona dei Caraibi durante l'Oligocene da forme affini al Halitherium, che peraltro era anch'esso molto diffuso in quelle acque.

## Tassonomia
I primi ritrovamenti fossili di questa specie, emersi da depositi marini del tardo Oligocene nella formazione Parachucla vicino al fiume Suwannee nel nord della Florida, erano stati attribuiti inizialmente alla specie Halitherium da Rinehart nel 1976.
Nuovi fossili emersi a Chandler Bridge in Sud Carolina hanno fornito materiale sufficiente a Domning per creare il nuovo genere Crenatosiren nel 1991, classificandolo come un parente del dugongide Rytiodus.
Il nome del genere deriva dalla parola latina "crenatus" (dentellato) e le mitologiche sirene.